# Claude Raimbourg
Pour les articles homonymes, voir Raimbourg (homonymie).
Claude Raimbourg est un graveur à la pointe-sèche, à l'aquatinte, au burin, sur bois et au carborundum, dessinateur, imprimeur, peintre et écrivain français né le 2 mars 1935 à Paris 17e où il a vécu avant de s'installer à Cayeux-sur-Mer.

## Biographie

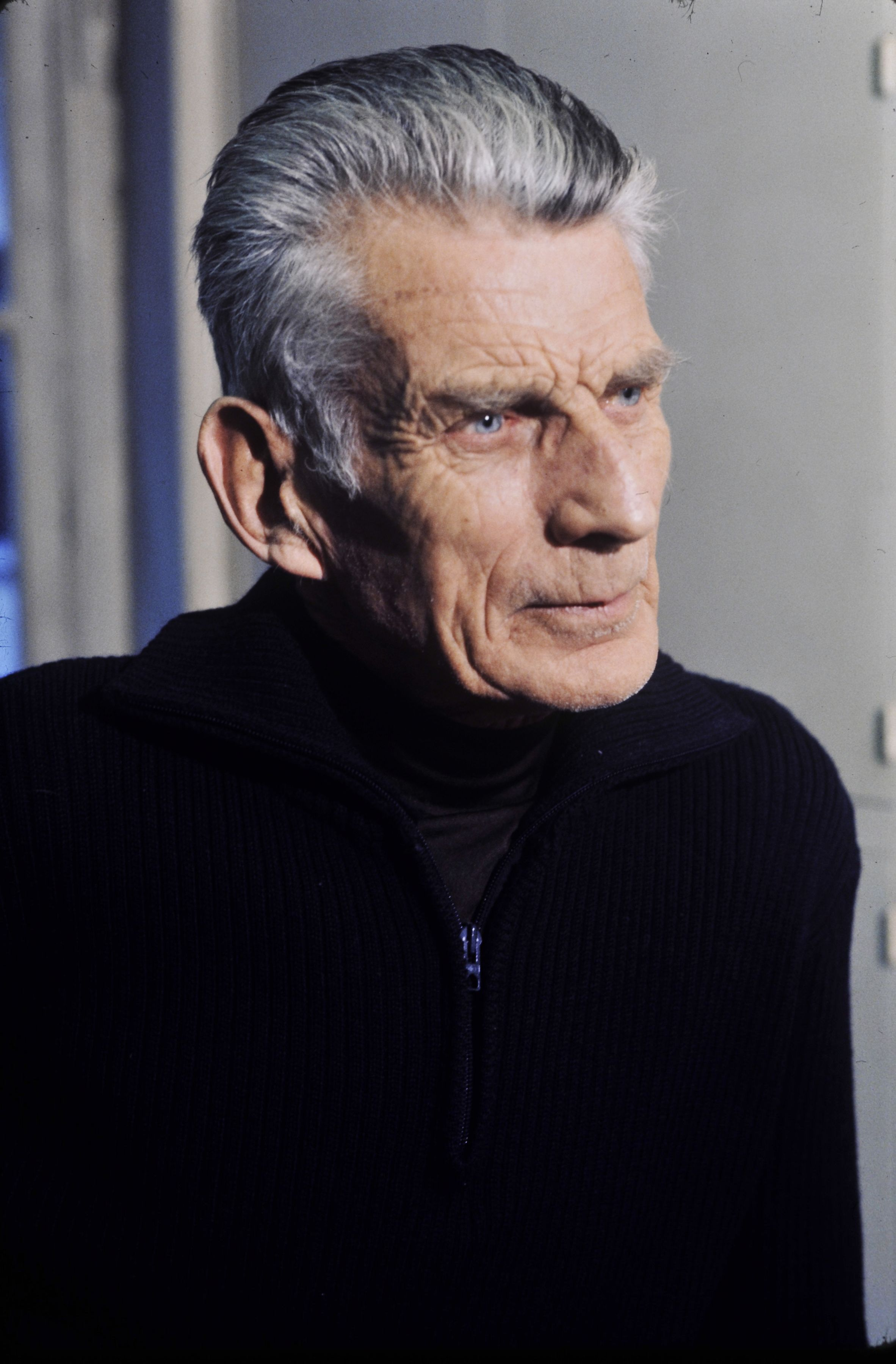
Samuel Beckett

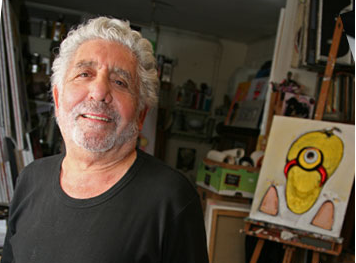
Jean Attali

Claude Raimbourg, né au 139, avenue de Saint-Ouen à Paris du mariage du comédien Lucien Raimbourg (1903-1973) et de la pianiste Alice Gruet (1899-1985), reçoit une éducation pluridisciplinaire : si c'est son grand-père le peintre Hyacinthe Louis Raimbourg (1870-1960) — il fut le condisciple de Georges Rouault — qui l'initie au dessin, Lucien Raimbourg le fait collaborer à son cours d'art dramatique, le faisant côtoyer — outre Samuel Beckett avec qui il se lie durablement d'amitié, Beckett lui recommandant de pratiquer également l'écriture — Pierre Prévert, Roger Blin, Eugène Ionesco, la poétesse Claire Goll (amie de Rainer Maria Rilke) ou encore l'univers du cirque connu dès son enfance avec Annie Fratellini et le clown Rhum : « autant de mémoires, restitue Marie-Paule Peronnet, qui habiteront son œuvre gravé pratiqué dès le début des années 1970 en autodidacte, parallèlement à la peinture et au dessin ».
Élève de l'Institut catholique de Paris jusqu'à son obtention d'un diplôme d'éducateur spécialisé, Claude Raimbourg étudie simultanément la gravure dans les ateliers parisiens (notamment chez Jean Attali au 18, rue Saint-Antoine), rencontrant alors Anne-Marie Leclaire qui, devenant son épouse, partagera ses activités : dans les années 1980, celles-ci portent exclusivement sur la gravure, son enseignement (à la Maison pour tous de Ville-d'Avray, en leur atelier parisien de l'avenue de Saint-Ouen et à l'Académie Goetz-Daderian du 17, rue des Lyonnais) et son impression, Henri Goetz chargeant définitivement Claude Raimbourg et Anne-Marie Leclaire d'assurer, en tant que taille-douciers, l'impression de ses propres gravures.
Claude Raimbourg et Anne-Marie Leclaire créent le Salon de l'estampe de Ville-d'Avray et ouvrent, chaque été de 1980 à 1991 dans les Alpes-Maritimes, l'École de gravure de Levens. Ils s'installent ensuite à Cayeux-sur-Mer, dans la Somme, où ils poursuivent leurs travaux de création et d'enseignement.

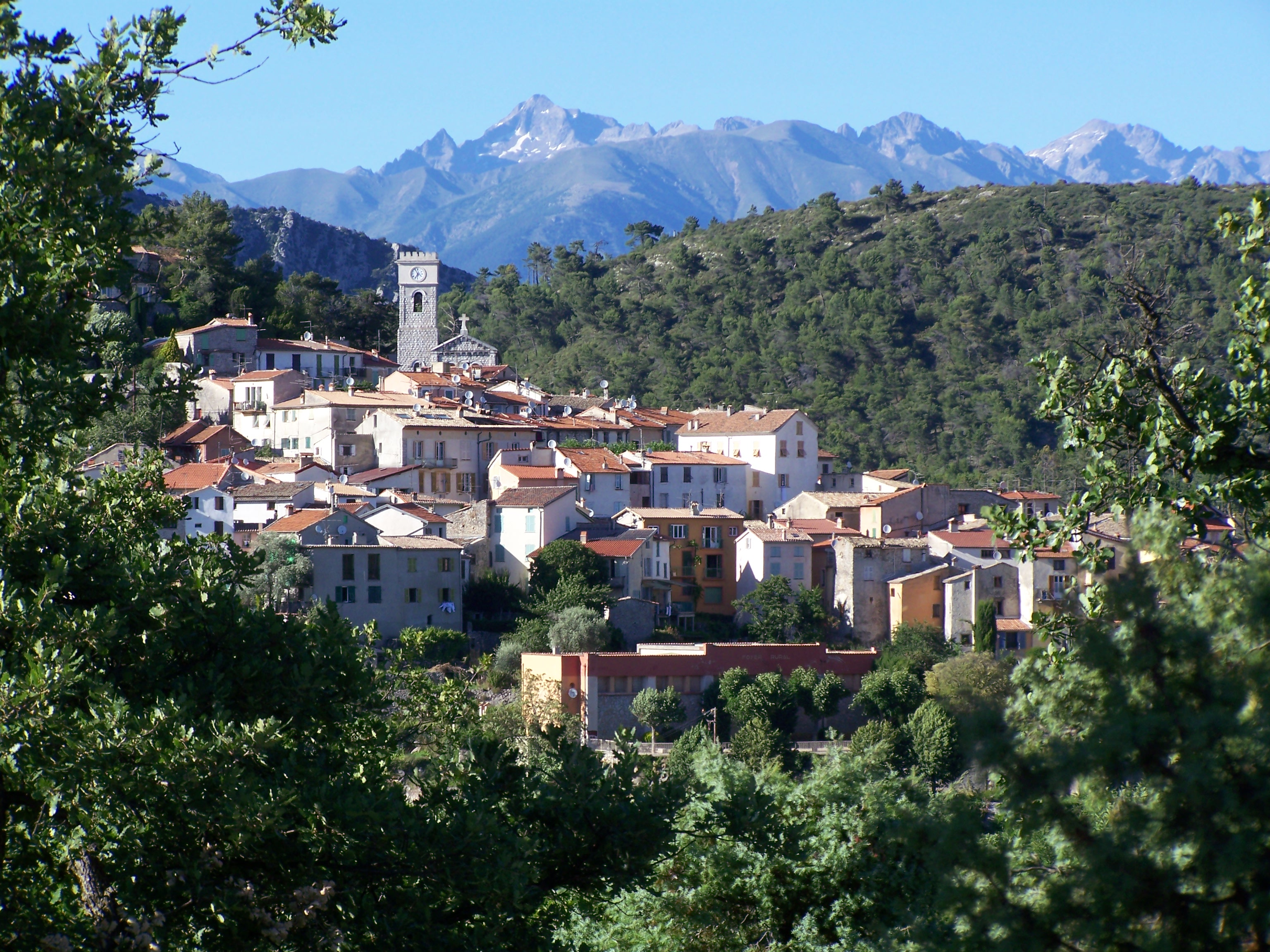
Levens
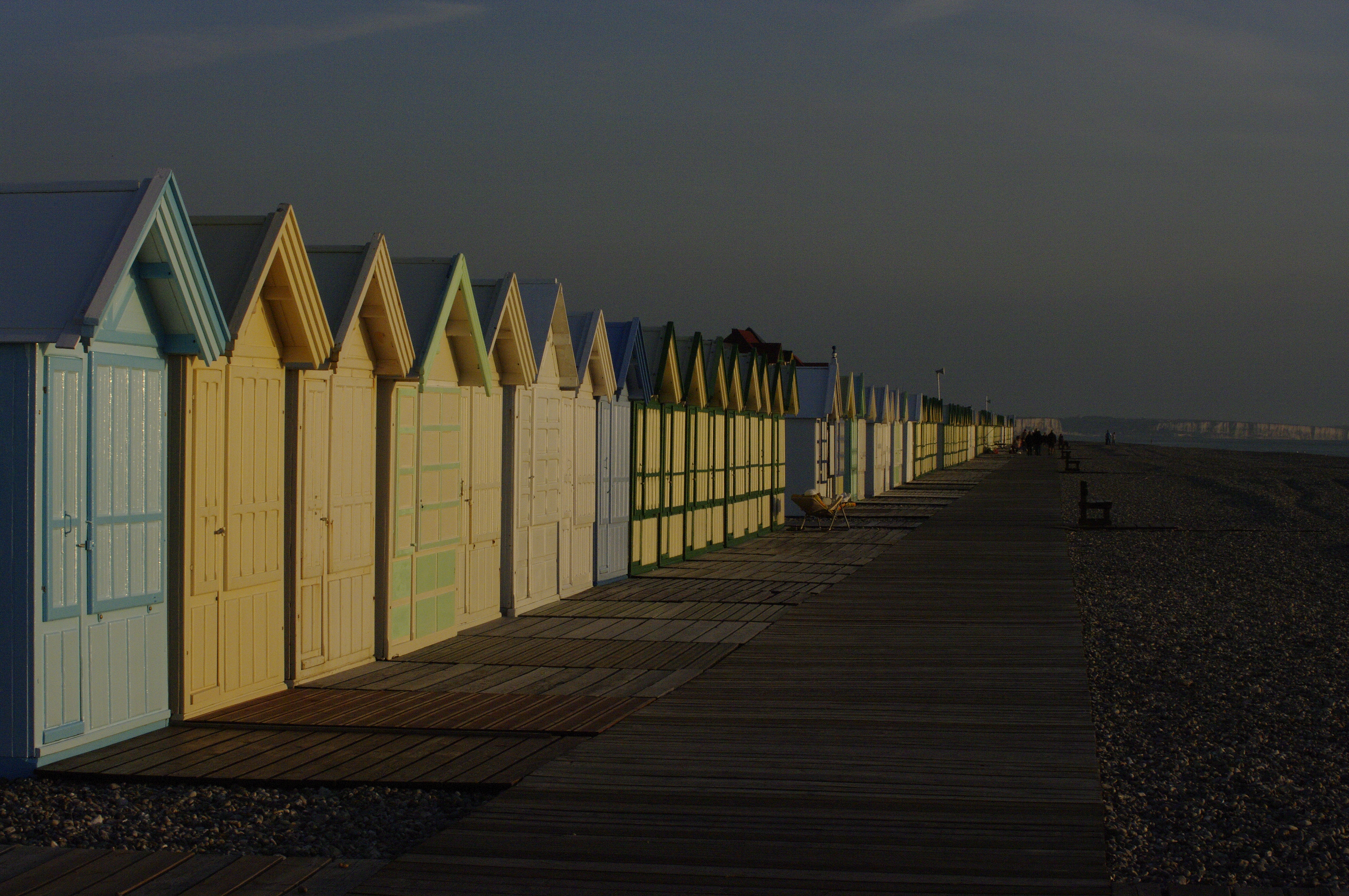
Cayeux-sur-Mer

## Illustrations

### Presse
Claude Raimbourg est l'un des illustrateurs de la revue Couleur cirque.

### Portraits gravés
Claude Raimbourg a gravé, majoritairement à l'eau-forte, des portraits de Jean Adhémar, Guillaume Apollinaire, Jean Arp, Charles Baudelaire, Hélène de Beauvoir, Samuel Beckett, Roger Blin, Pierre Bonnard, Constantin Brâncuși, Georges Braque, Dino Buzzati, Alexander Calder, Maria Casarès, Jeanne Champillou, Charlie Chaplin, Michel Ciry, Jean Cocteau, Colette, du Dalaï-lama, de Charles-François Daubigny, Eugène Delacroix, Jean Dubuffet, Michel Foucault, Max-Pol Fouchet, du pape François, d'Annie Fratellini,  François Fratellini (en), Fréhel, Serge Gainsbourg, André Gide, Henri Goetz, André Hambourg, Francis Jammes, Vladimir Jankelevitch, Frida Kahlo, Vassily Kandinsky, Joseph Kessel, Jean-Émile Laboureur, Anne-Marie Leclaire, Sylvia Montfort, Gérard de Nerval, Jules Pascin, Pier Paolo Pasolini, de l'abbé Pierre, Robert Pinget, Jerzy Popieluszko, Marcel Proust, Lucien Raimbourg, Charles Ferdinand Ramuz, Rainer Maria Rilke, Auguste Rodin, Jacqueline Roque, Georges Rouault, Salman Rushdie, Saint-John Perse, Jorge Semprún, Paul Signac, Chaïm Soutine, Nicolas de Staël, Igor Stravinsky, Henri de Toulouse-Lautrec, Suzanne Valadon, Élie Wiesel et Ossip Zadkine.

### Contributions bibliophiliques

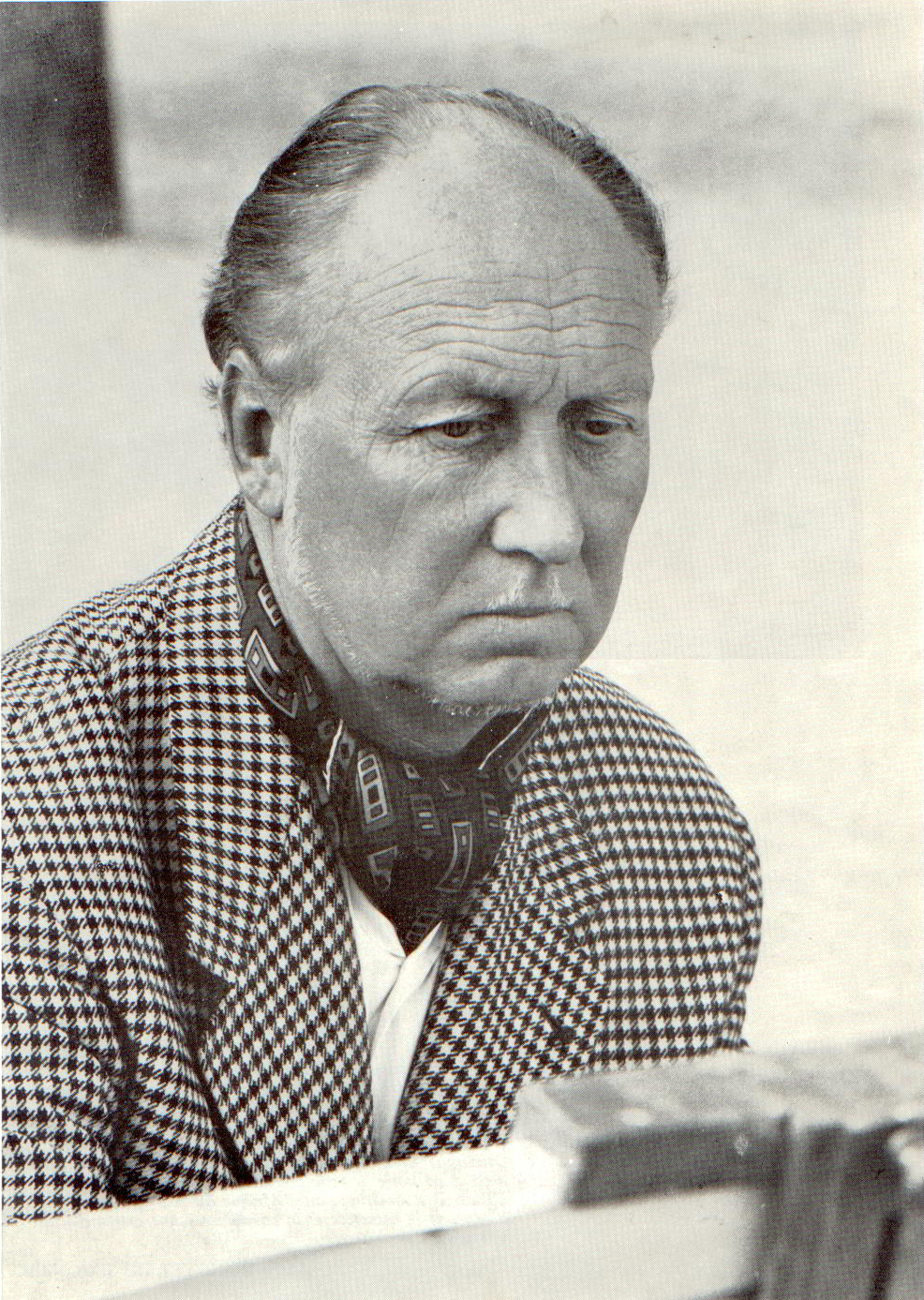
Yves Brayer

- Claude Raimbourg (texte) et Yves Brayer (illustrations), Garrigue, collection « Miroir oblique », Éditions de la Grisière, 1970.
- Andrée Chedid (préfacière), Marcel Proust, Rainer Maria Rilke, Andrée Beauvais, Charles Baudelaire, Pierre Vella, Dany Dang, Isabelle Normand, Léo Jean, Simone Landry, Victor Hugo, Claude Raimbourg, Blanche Rowe et Emmeline Wallet (textes), Dominique Aliadière, Fabienne Bara, Andrée Beauvais, Françoise Bizette, Claude Bureau, Dany Dang, Sylvie Heyart, Janine Jacob, Hélène Laffly, Anne-Marie Leclaire, René Marchal, Claude Raimbourg, Jacqueline Rowe et André Wallet (illustrations en hors-texte), « Écrimage », numéro spécial de Groupe Corot - Les Nouvelles, 220 exemplaires dont 169 numérotés, 15 décembre 1993.
- Claude Raimbourg, Le Cirque de Claude Raimbourg, mise en page de Françoise de Latour et Gilles Garin, Éditions Couleur Cirque, Pont-l'Abbé, 2000.
- Claude Raimbourg et Sylvie Heyart, Malva, dix gravures originales, Eulina Carvalho éditeur, 2002.
- Nicole Gdalia (texte) et Claude Raimbourg (illustrateur), Conversation avec les oiseaux / Épars, Éditions Caractères, 2013.
- Claude Raimbourg (texte et six dessins, études pour un portrait d'André Derain) et Jacques Kober (postface, texte de 1991), IL, ou le purgatoire de Derain, éditions Éclosion, Barastre, 2024.

### Recueil de dessins
- Claude Raimbourg, Soulages et moi, Les Éditions du rectangle noir, 2014.

## Expositions

### Expositions personnelles
- Théâtre du Tertre, Paris, 1955[6].

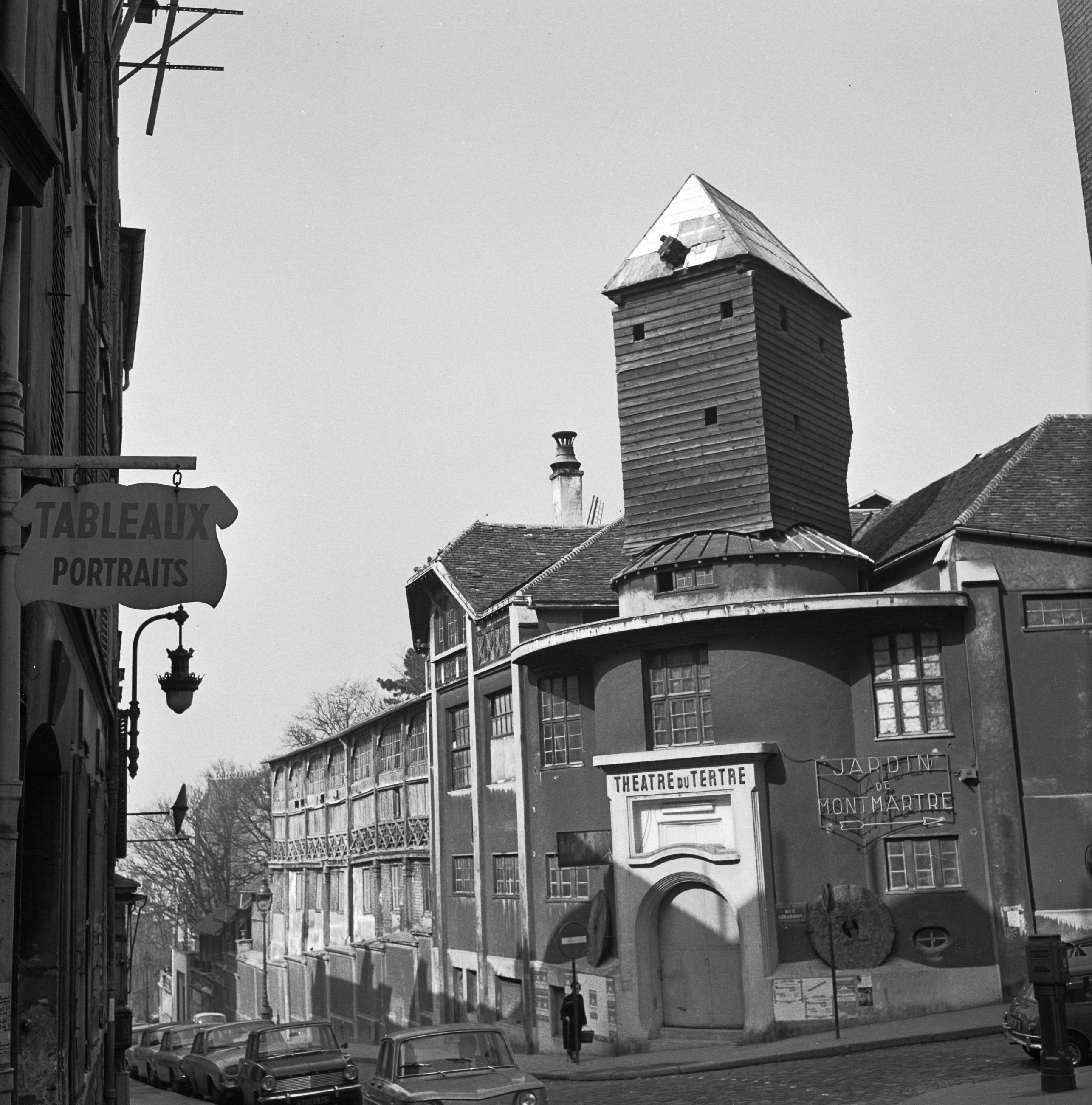
Théâtre du Tertre, rue Lepic, Paris, 1955

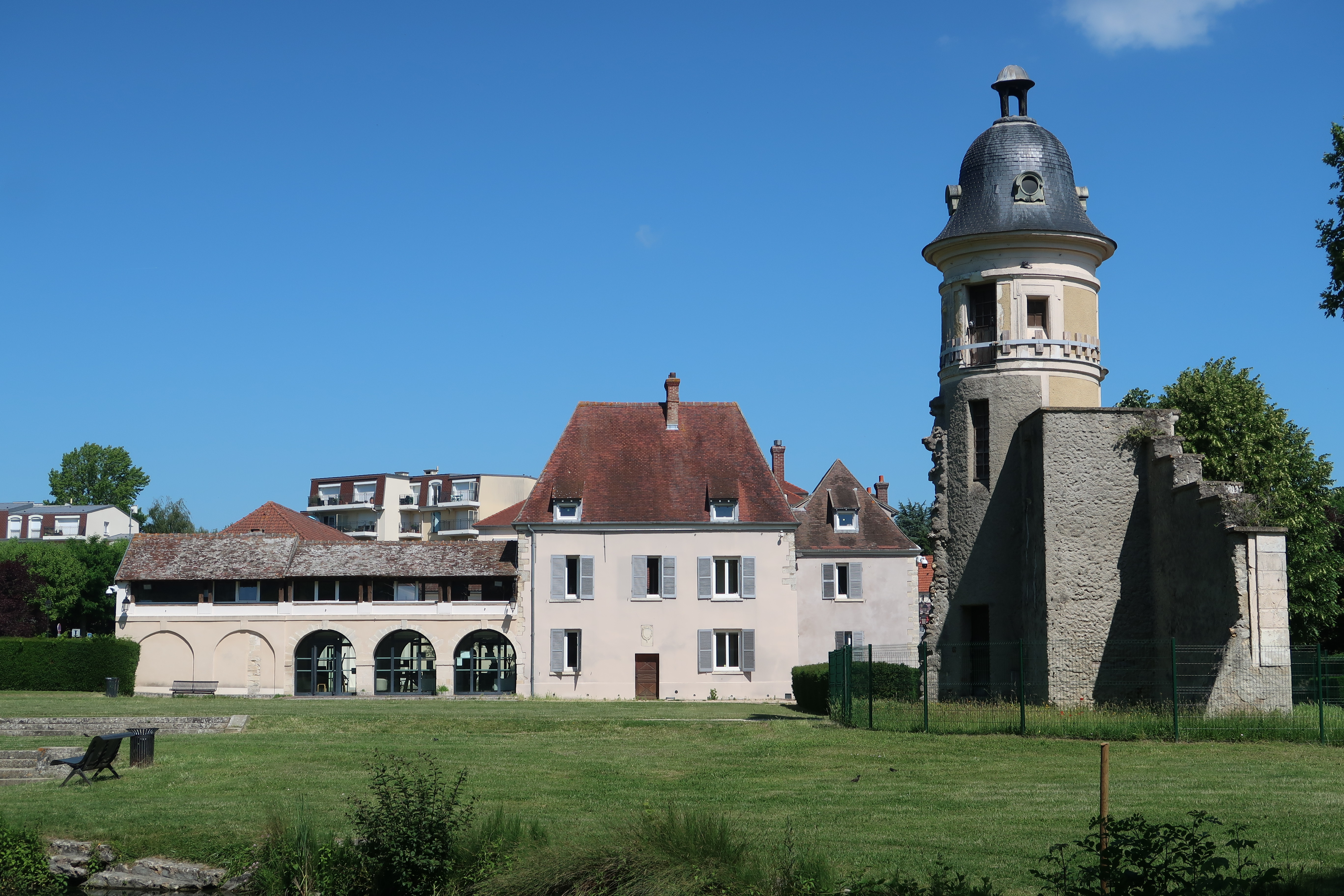
Château des Clayes-sous-Bois, 1998

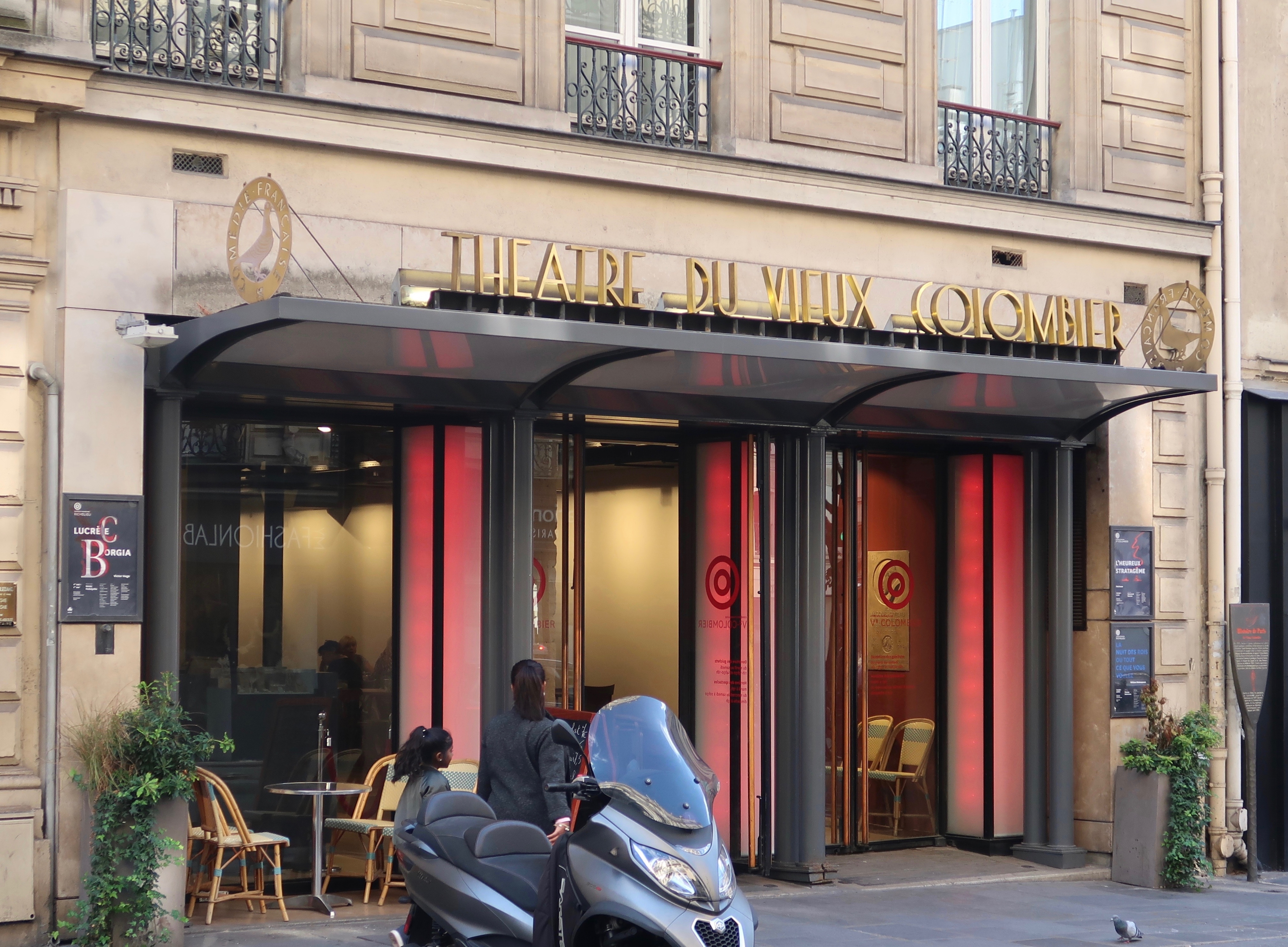
Théâtre du Vieux-Colombier, Paris, 2000

- Maison du Portal, Levens, août 1983.
- Musée de Moret-sur-Loing, 1985[7].
- Bac Art Studio, Venise, 1987[7].
- Claude Raimbourg - Œuvres sur papier, Galerie Anne Lettré, Paris, novembre-décembre 1989.
- Centre culturel Edmond-Rostand, Rueil-Malmaison, décembre 1989 (Claude Raimbourg - Rétrospective, dessins 1979-1989). novembre-décembre 1993 (Claude Raimbourg - Le cirque en fête)[8].
- Galerie Alias, Paris (Claude Raimbourg - Quatre cuivres à Roger Pinget), septembre 1992[9], octobre 1994 (Claude Raimbourg - Promenades).
- Claude Raimbourg - Le cirque bleu, Galerie Le Tableau et son cadre, Saint-Cloud, avril-mai 1993[10], La Fourmi ailée, Paris, avril-mai 1995.
- Galerie Indigo, Saint-Denis (Seine-Saint-Denis), avril-mai 1994.
- Claude Raimbourg - Travaux sur le théâtre, Théâtre Paul-Éluard, Choisy-le-Roi, janvier-février 1995.
- Claude Raimbourg - Gravures récentes, Galerie Paul Prouté, Paris, mars 1995.
- Claude Raimbourg - Couleur cirque, foyer de l'église de la Madeleine, Paris, décembre 1995.
- Claude Raimbourg - Expérimentales, Galerie Il Campiello, Paris, mars 1996.

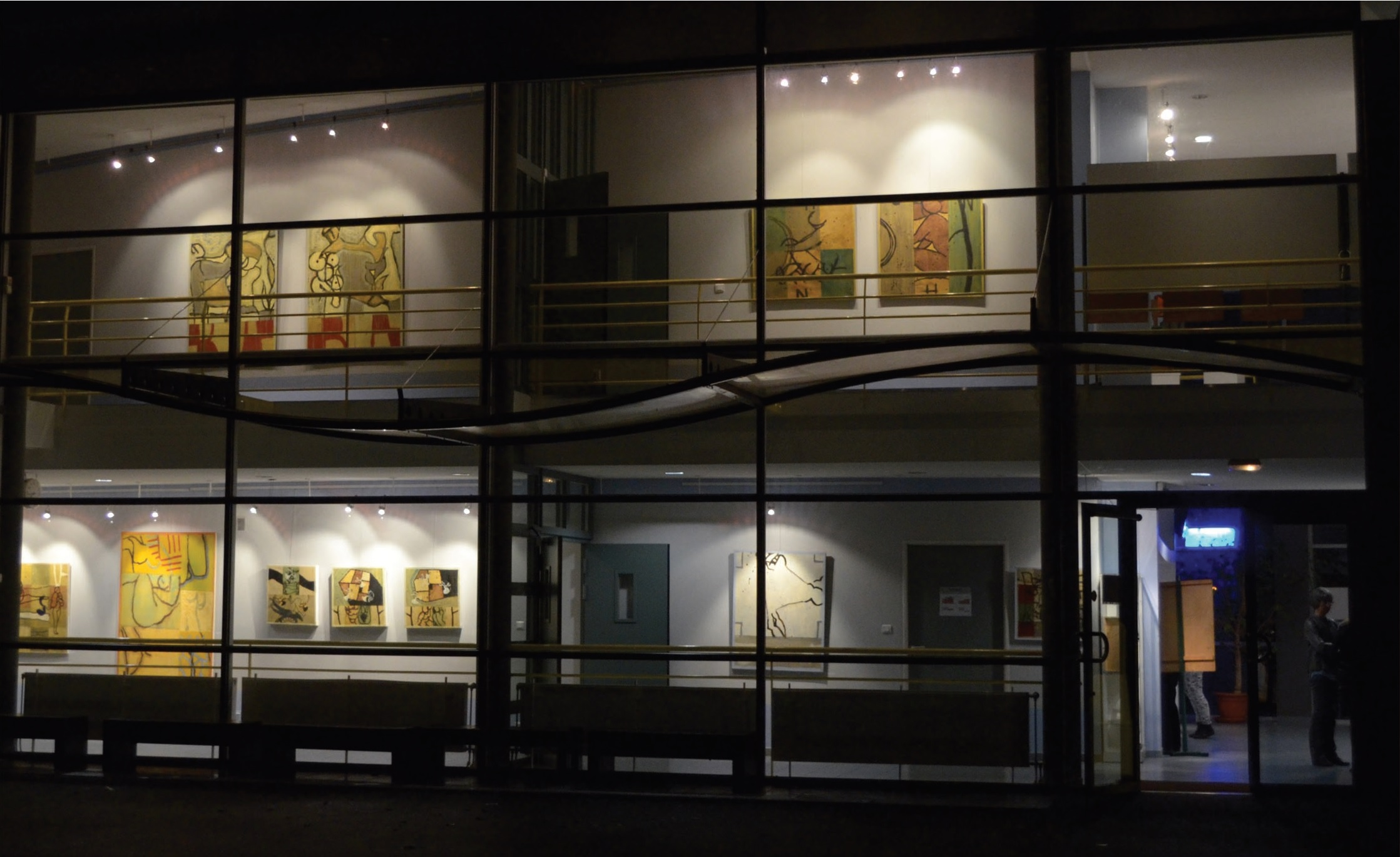
Galerie bleue, Riscle, 2001

- Claude Raimbourg - Visages, Galerie Actée, Charenton-le-Pont, mai-juin 1996.
- Claude Raimbourg - Gravures, Maison romane, Saint-Gilles, 1997[3].
- Claude Raimbourg - La gravure dans tous ses états, médiathèque de Tarbes, 1997.

- Claude Raimbourg - Visages, bibliothèque du quartier Laubadère, Tarbes, 1998.
- Librairie L'Alinéa, Martigues, 1998.
- Claude Raimbourg - Le jour et la nuit, château des Clayes-sous-Bois, 1998.
- Claude Raimbourg - Monotypes, chapelle Saint-Sulpice, Istres, 1998.
- Claude Raimbourg - Gravures, centre culturel d'Issy-les-Moulineaux, 1998.
- Théâtre du Vieux-Colombier, Paris, 2000[6].
- Galerie bleue, Riscle, Claude Raimbourg, gravures, février-avril 2001[11].
- Claude Raimbourg - Paysages intimes, Galerie-librairie des Éditions Caractères, Paris, mars-avril 2017[12].
- Galerie Lis'Art, Le Tréport, septembre-octobre 2018[13],[14].
- La fête de l'estampe : Claude Raimbourg, bibliothèque municipale de Cayeux-sur-Mer, mai 2019.
- Claude Raimbourg - Exposition dans le cadre du 44e Festival international du cirque de Monte-Carlo, Hôtel Columbus, Monte-Carlo, janvier 2020[15].
- Claude Raimbourg : l'univers du cirque, médiathèque de Rosporden, février 2022[16],[17].
- Claude Raimbourg - Portraits d'écrivains, dessins, Galerie-librairie des éditions Caractères, Paris, septembre-octobre 2022.

### Expositions collectives

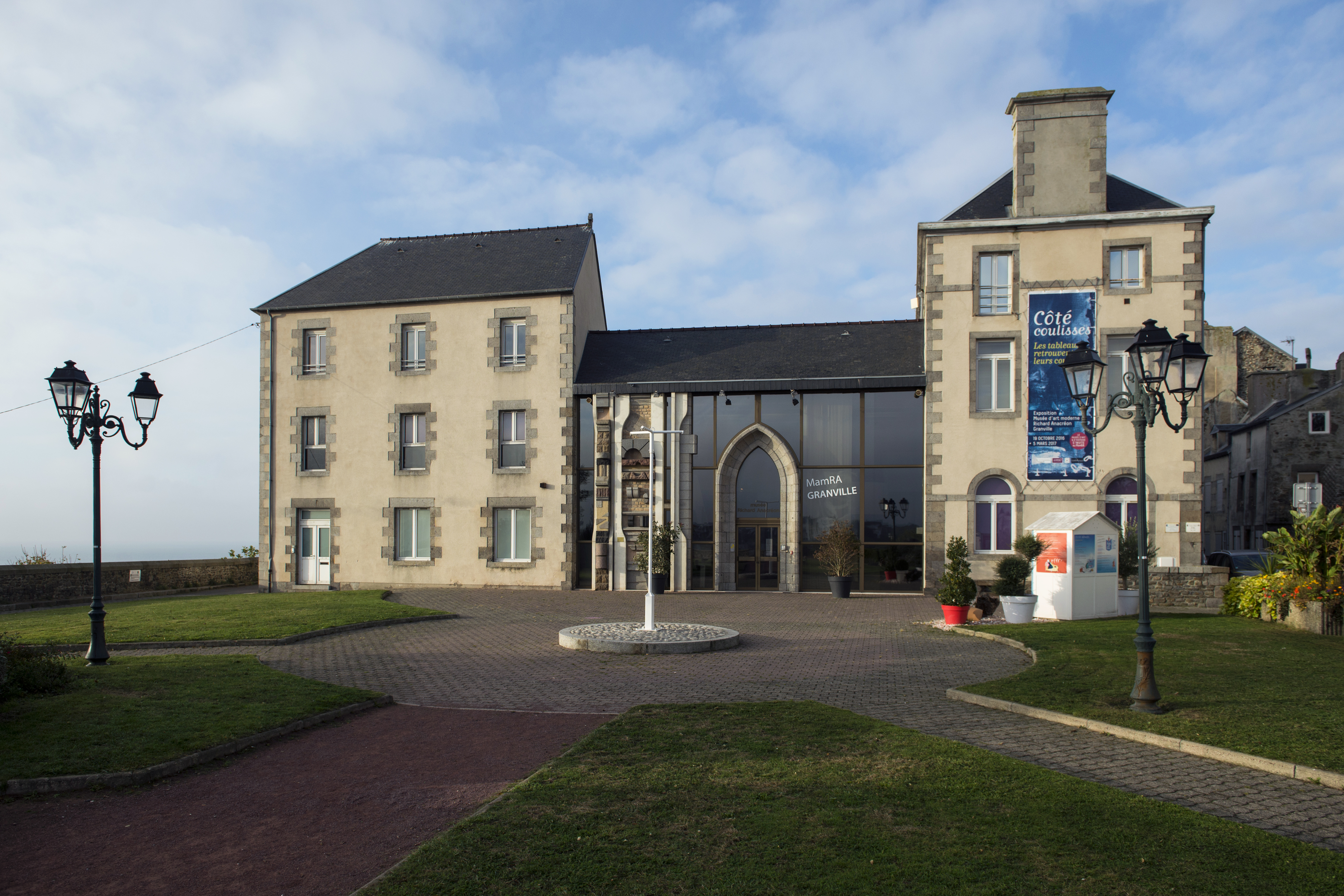
Musée d'Art moderne Richard-Anacréon, Granville, 1992

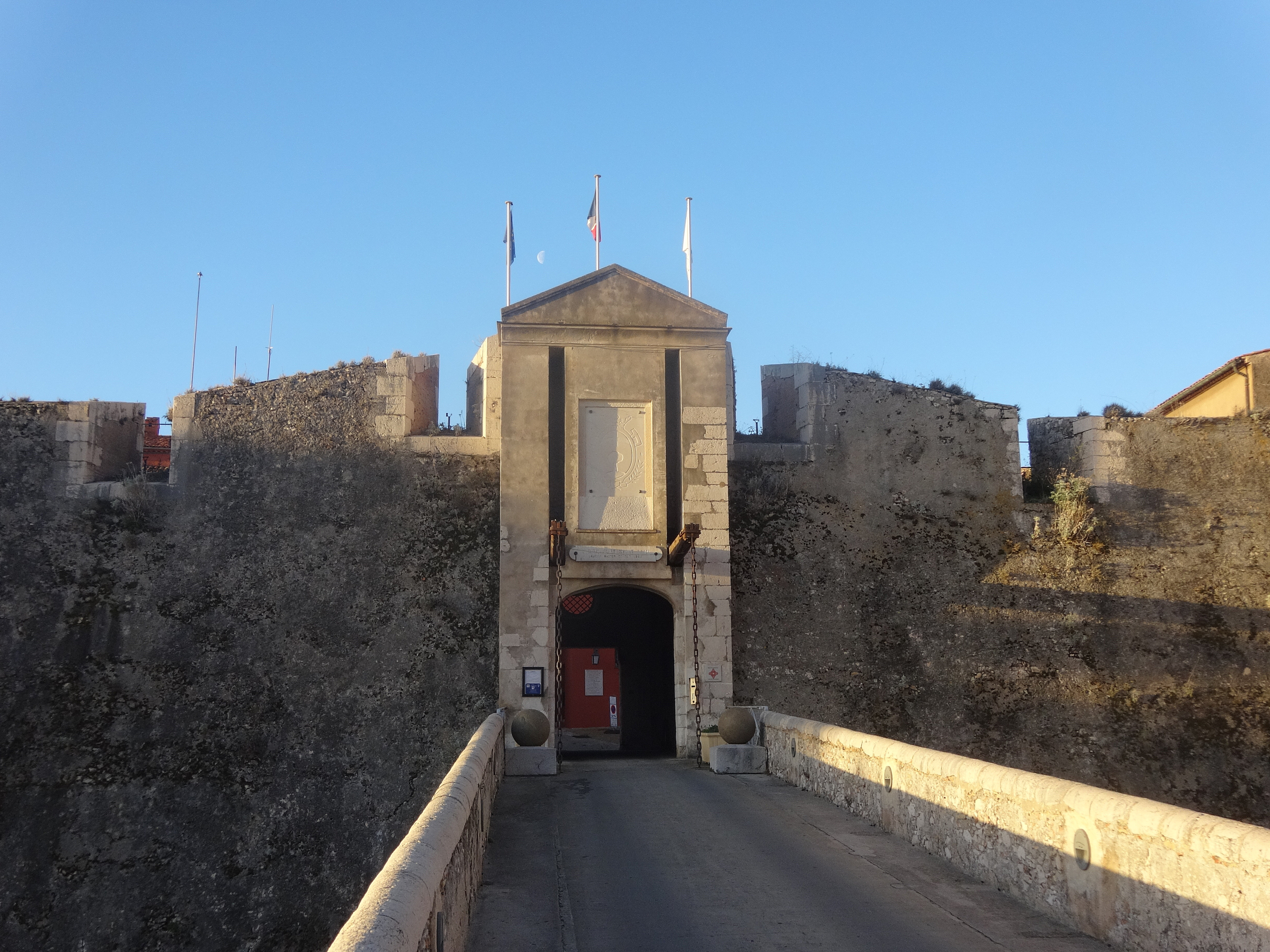
Citadelle Saint-Elme, Villefranche-sur-Mer, 1993-1994

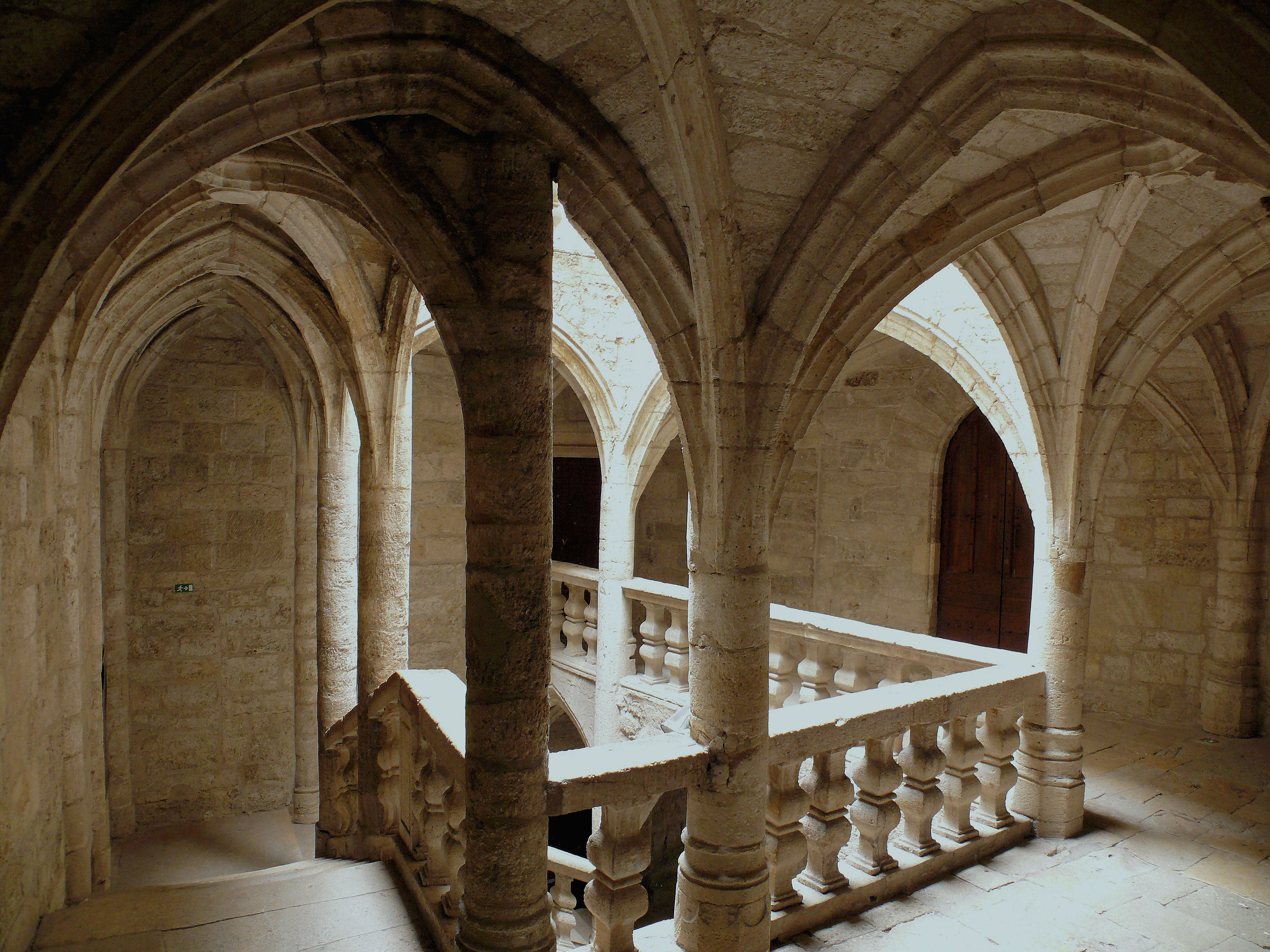
Hôtel des Barons de Lacoste, Pézenas, 1994

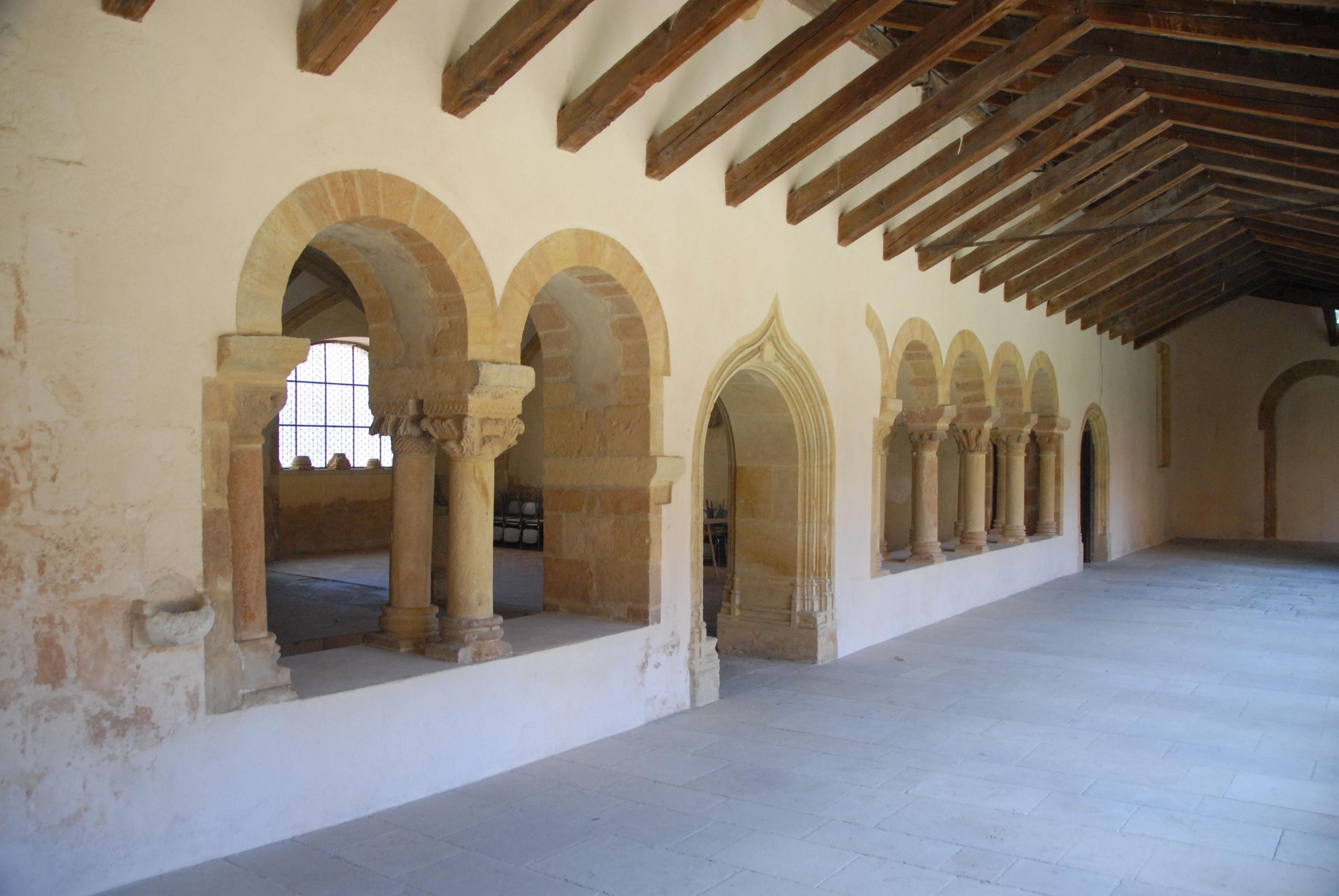
Abbaye de Charlieu, 1996

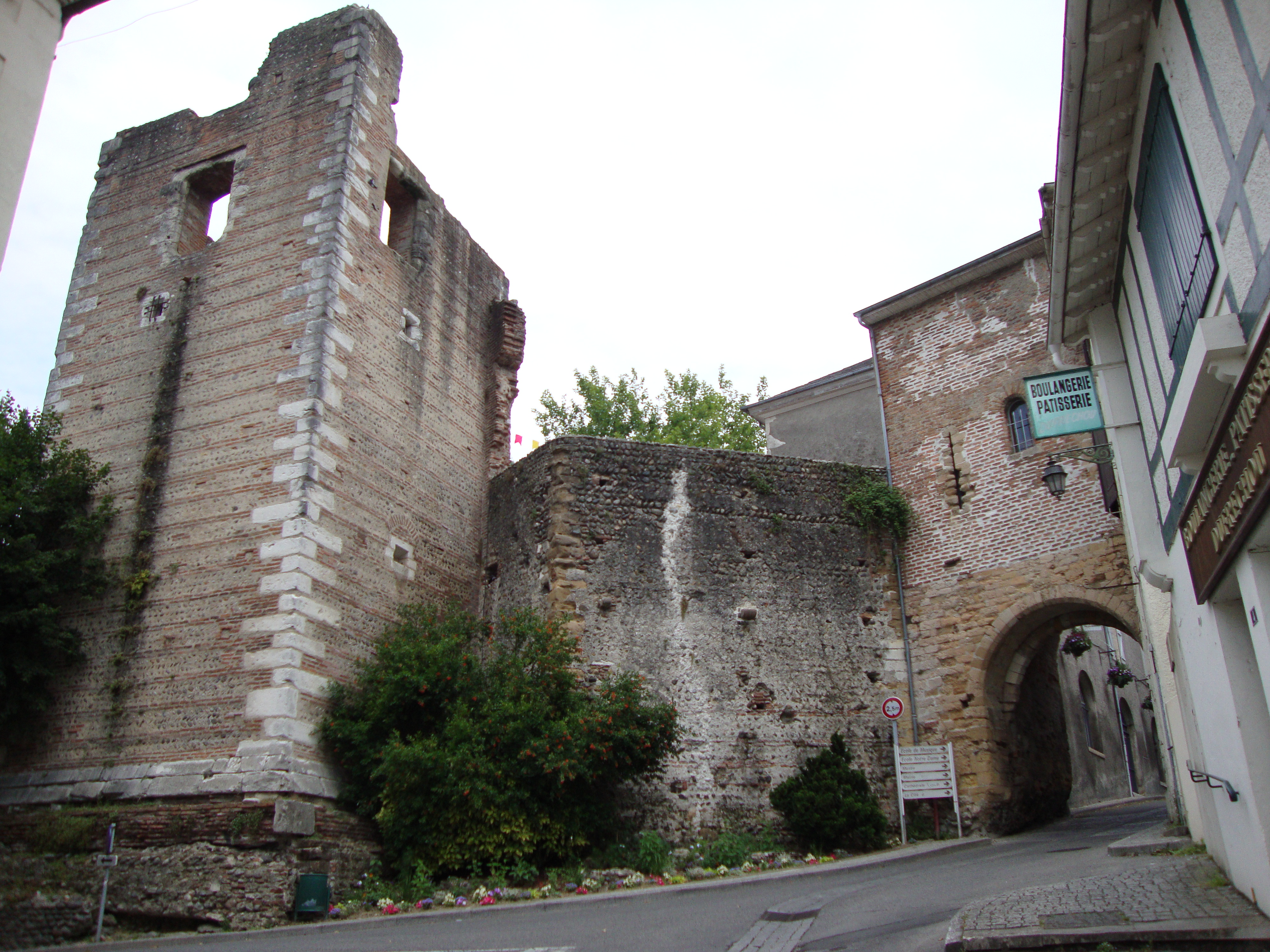
Château de Lescar, 1998

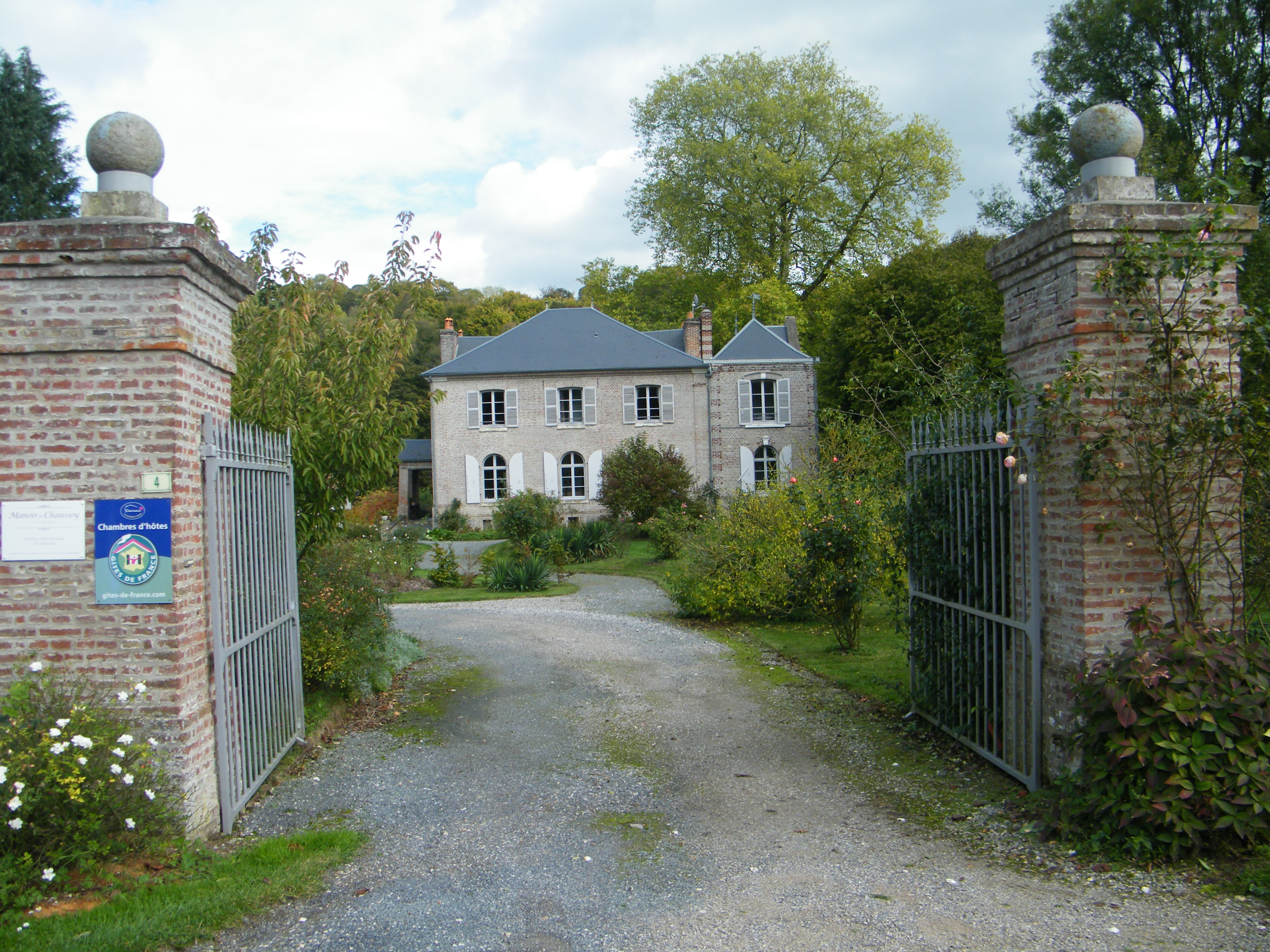
Manoir de Chaussoy, Tœufles, 2017

- Salon de l'estampe de Ville d'Avray (Claude Raimbourg, commissaire d'exposition), avec la participation de Mario Avati, Hélène de Beauvoir, Michel Ciry, Albert Flocon, André Hambourg, Jacques Houplain, André Jacquemin, de 1980 à 2000
- Anne-Marie Leclaire et Claude Raimbourg, centre Edmond-Rostand, Rueil-Malmaison, décembre 1991[18].
- Osanne et Raimbourg, City Art international, Paris, décembre 1991[18].
- Cinq graphistes contemporains - Anne-Marie Leclaire, Albert Flocon, Hassan Massoudy, Claude Raimbourg, Enrique Peycere, Le Colombier - Maison pour tous, Ville-d'Avray, février-mars 1992[18].
- Le mois du petit format - Janine Jacob, Hélène Laffly, Anne-Marie Leclaire, Claude Raimbourg et Jacqueline Souvré, Galerie Alias, Paris, février 1992[19].
- Henri Goetz, Otto Coenen, Francine Gariel, Liliane Lees-Ranceze, Agnie Maldague, Jacqueline Rowe, Claude Raimbourg, Anne-Marie Leclaire…, Musée d'Art moderne Richard-Anacréon, Granville, juillet-septembre 1992[9].
- Chantal Chalaga, le Groupe Corot et ses amis, parc de l'hôtel de ville, Chilly-Mazarin, octobre 1992[9].
- De Bonnard à Baselitz, dix ans d'enrichissements du cabinet des estampes, 1978-1988, Bibliothèque nationale de France, 1992[20].
- Claude Raimbourg et Anne-Marie Leclaire - "Le Désert des Tartares", estampes, Galerie Il Campiello, Paris /  Bac Art Studio, Venise, novembre 1992[21].
- Taille d'épargne, centre culturel Edmond-Rostand, Rueil-Malmaison, décembre 1992[9].
- Salon Art et matière, foyer rural de Maisse, janvier 1993[22].
- Hélène Déry, Anne-Marie Leclaire, Jacqueline Rowe, Claude Raimbourg, bibliothèque municipale, Le Pré-Saint-Gervais, février 1993[22].
- Sylvie Heyart, Claude Raimbourg, Maison pour tous de l'arche Guédon, Torcy, mai-juin 1993[10].
- Une certaine idée de l'estampe - Hélène de Beauvoir, Mario Avati, Jacques Houplain, Michel Ciry, Jacqueline Rowe, Albert Flocon, André Hambourg, Anne-Marie Leclaire, Claude Raimbourg, bibliothèque municipale, Le Pré-Saint-Gervais, octobre 1993[8]
- Collages lyriques - Hélène Laffly, Claude Raimbourg, Pierre Vella, Galerie Alias, Paris, octobre 1993[8].
- Trois graveurs, trois techniques : Jean-Paul Ducrot, Jean-Pierre Guay, Claude Raimbourg, salon de l'hôtel du Jardin des Plantes, Paris, novembre 1993[8].
- Les dix ans du Musée Goetz-Boumeester, citadelle Saint-Elme, Villefranche-sur-Mer, décembre 1993 - février 1994.
- Claude Raimbourg, Anne-Marie Leclaire, Fontaine des arts, Entrecasteaux, juillet-août 1994.
- Hôtel des Barons de Lacoste, Pézenas, août 1994
- Le mot et l'image, Galerie Alias, Paris, octobre 1994.
- XXe Salon des arts de Sèvres, octobre 1994.
- L'image à la recherche du mot, bibliothèque municipale de Morsang-sur-Orge, octobre 1994.
- Troisième Triennale mondiale d'estampes de petit format, Galerie d'art contemporain de Chamalières, octobre-novembre 1994.
- Claude Raimbourg, Anne-Marie Leclaire, Hideko Seki, Maison des artistes, Charenton-le-Pont, octobre 1995.
- Centre culturel Edmond-Rostand, Rueil-Malmaison, décembre 1995, mars-avril 1996.
- Abbaye de Charlieu, juillet-septembre 1996.
- Salon Art et matière, salle Robert-Dumas, Maisse, janvier-février 1997.
- Euro-estampe 97, Galerie du Faouedic, Lorient, janvier-mars 1997.
- Mario Avati, Anne-Marie Leclaire, Claude Raimbourg, L'Ermitage, Rueil-Malmaison, mars 1997.
- Biennale de la gravure originale, Vaison-la-Romaine, mars-avril 1997.
- Peintures, gravures, sculptures, château de Lescar, 1998.
- Derain graveur, ancien carmel, Tarbes, Claude Raimbourg commissaire d'exposition, septembre 1998[23].
- Salon de Fleury-les-Aubrais (Claude Raimbourg, invité d'honneur), bibliothèque Les Jacobins, Fleury-les-Aubrais, décembre 2000[24].
- Claude Raimbourg, Anne-Marie Leclaire - Gravures, Café du port, Île-Tudy, juin-septembre 2011[25].
- Anne-Marie Leclaire et Claude Raimbourg, manoir de Chaussoy, Tœufles, septembre 2017.
- Le cirque bleu, Garopôle, Abbeville, septembre-novembre 2018.
- Anne-Marie Leclaire (monotypes) et Claude Raimbourg (sculptures), Galerie-librairie des Éditions Caractères, Paris, décembre 2018[26],[27].
- Michèle Bouvin, Anne-Marie Leclaire, Claude Raimbourg, office de tourisme d'Abbeville, octobre-novembre 2020.
- En piste(s), autour de Valérie Guérin - Les artistes de la revue "Couleur Cirque", bibliothèque municipale de Cayeux-sur-Mer, décembre 2024 - janvier 2025.
- Artothèque : la collection, espace Jacques-Prévert, Mers-les-Bains, janvier-février 2025[28],[29].

## Citations

### Dits de Claude Raimbourg
- « Pour moi, la gravure, c'est déjà le perfectionnement du trait., puis c'est le maniement des produits et des matériaux, qui exigent énormément de patience et de minutie. C'est en soi une façon de penser. J'ai coutume de dire à mes élèves : "pensez gravure". Parfois, certains s'en étonnent, mais je reste persuadé que c'est un art qui change votre optique, votre façon de regarder, et qu'il y a dans l'estampe une nécessité fondamentale, qui faisait dire à Picasso qu'elle était nécessaire, même si l'on ne devait employer qu'un seul exemplaire. » – Claude Raimbourg[30]
- « Le bleu est une monochromie pure comme le ciel et envoûtante comme le sont les saltimbanques. » - Claude Raimbourg, à propos de sa suite de gravures Le Cirque bleu[16]

### Réception critique

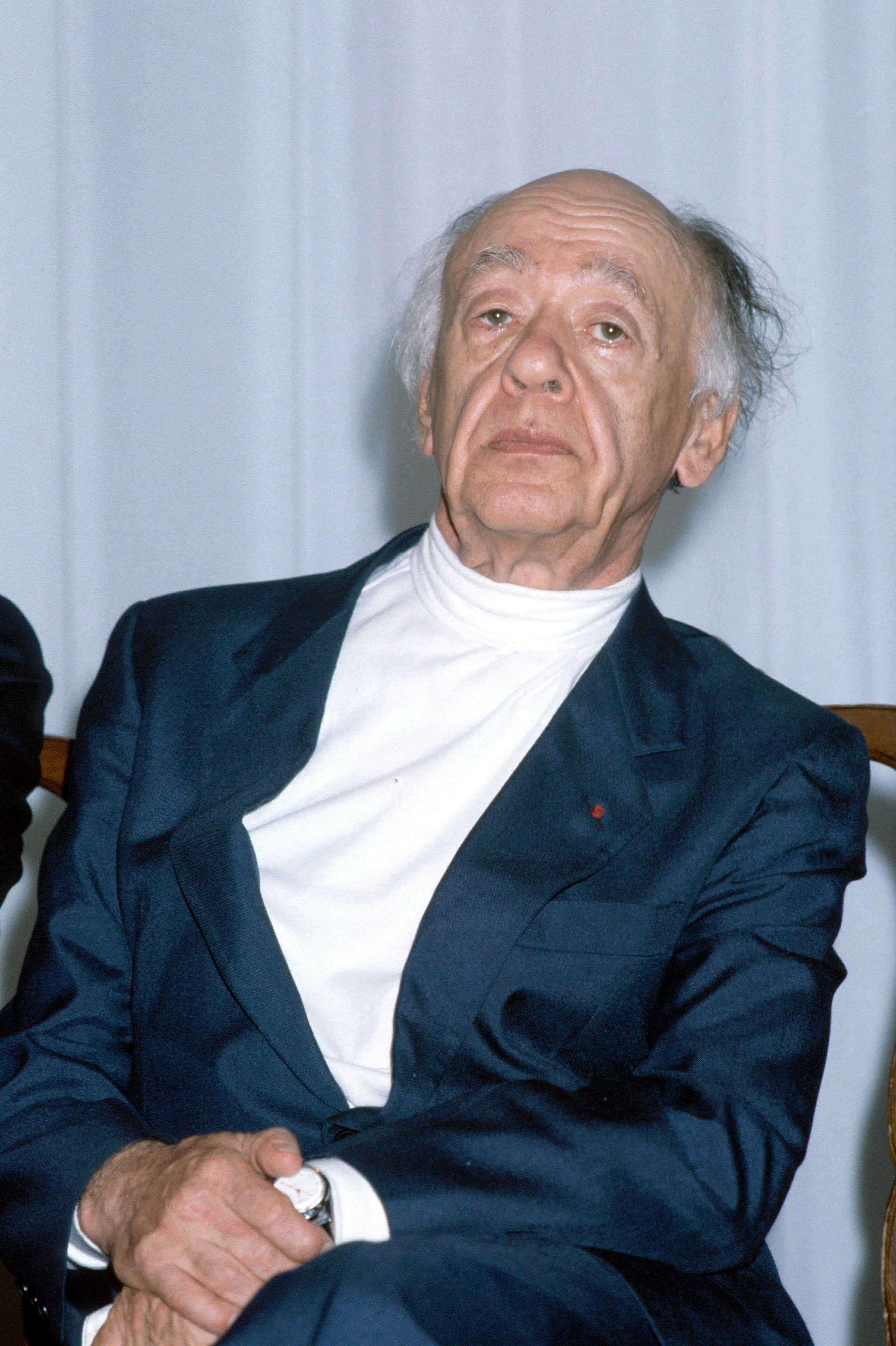
Eugène Ionesco

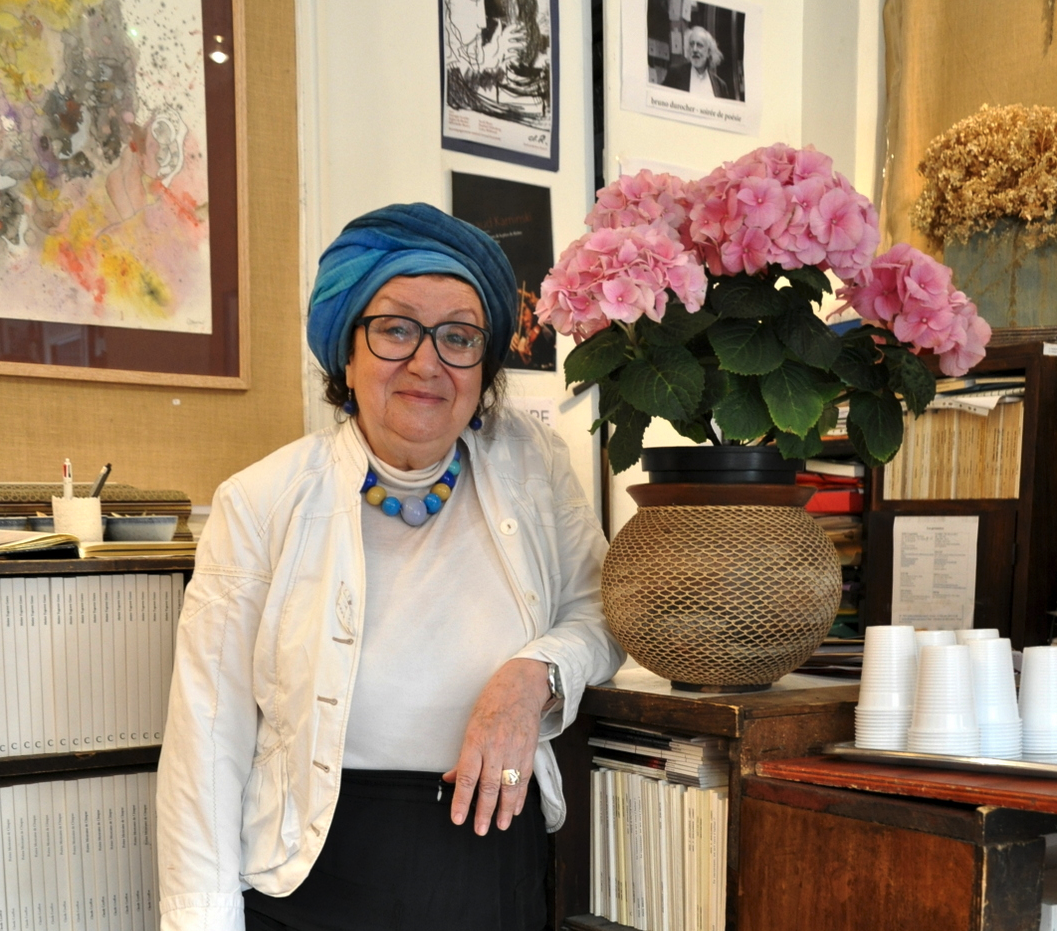
Nicole Gdalia

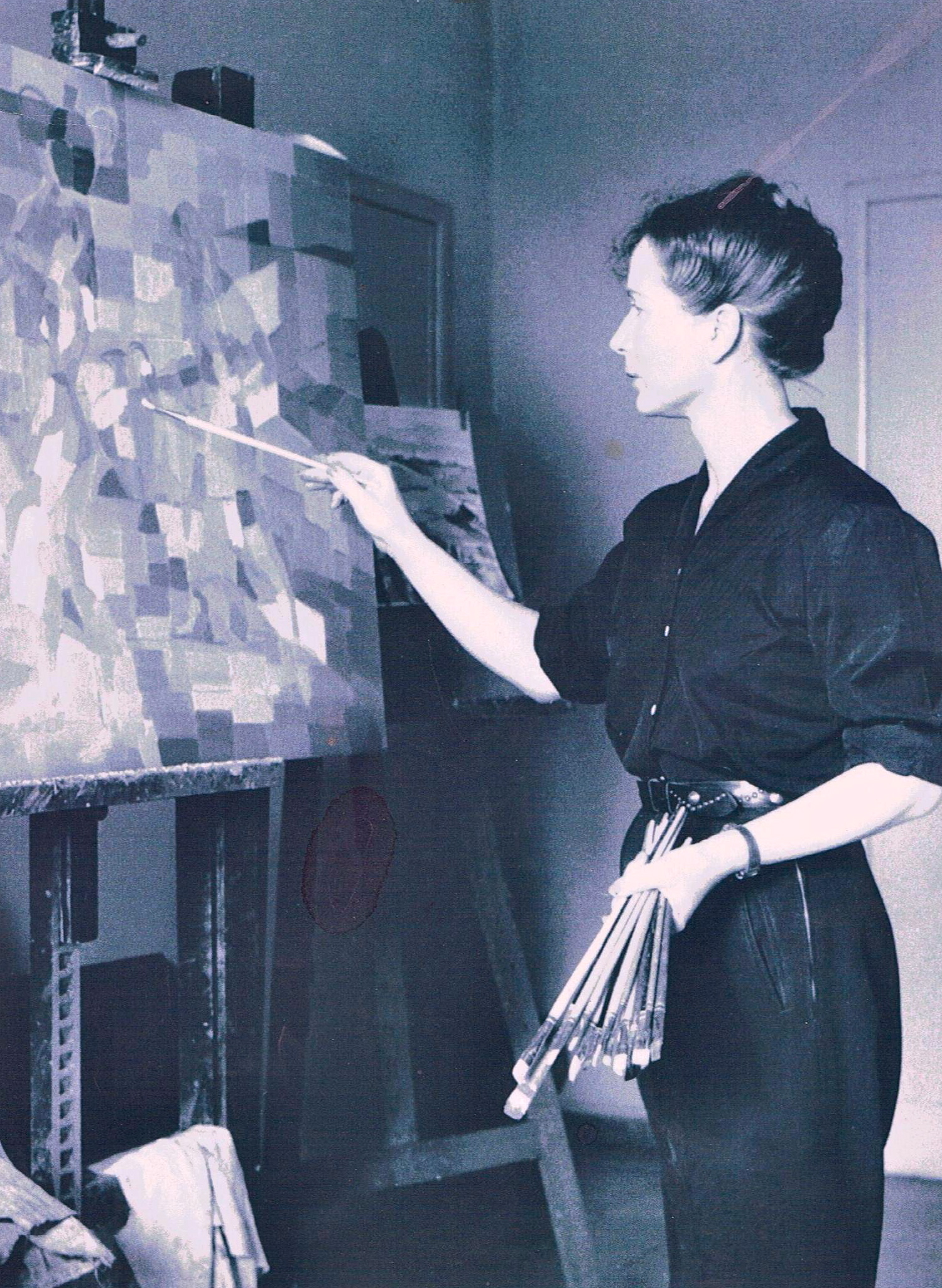
Hélène de Beauvoir

- « Lucien Raimbourg fut la chance de Samuel Beckett. Il fut le créateur du rôle de l'un des deux fameux clochards dans En attendant Godot. Claude Raimbourg continue la vocation artistique de son père par d'autres moyens, ceux du dessin, ceux de l'image. Discrètes images ! Des personnages muets puisqu'ils n'ont pas de bouche, aveugles puisqu'ils n'ont pas d'yeux pour la plupart. Des humains qui n'ignorent pas qu'ils ignorent, créatures insolites, interrogatives, étranges, acceptant d'être là mais dont l'origine est ailleurs. Lucidité dans le dessin et la discrétion comme Lucien Raimbourg avait la discrétion et la lucidité dans son jeu d'acteur. Les personnages de Claude Raimbourg, interrogatifs, ai-je dit de ces personnages, mais sachant que leur interrogation n'aura pas de réponse. Humains, humblement résignés à n'être que de pauvres humains. » – Eugène Ionesco[31]
- « Il privilégie le portrait, art difficile où la France s'est assurée, au cours de son histoire, une grande place. Il associe la résurrection de types humains de chair à l'usage des moyens graphiques essentiels à la gravure. Il ramène à la vie des hommes connus par leur succès, mais dont le temps risque d'éloigner la présence ou les traits. Au-delà de leur existence physique, il donne à ses personnages ce qui est l'essentiel chez l'homme, l'expression. Félicitons Claude Raimbourg d'avoir ainsi réuni dans son œuvre qui trouvera encore, comme elle l'a fait auparavant, et sur d'autres thèmes, des sujets dignes de se découvrir dans une réalité et une forme esthétique. » - Roger Vieillard[32]
- « Aux portes de l'abstraction, Claude Raimbourg donne accès,à la chaleureuse acuité de son idée. Sa vision explose, chatoie, se fait sable, velours ou métal, fantaisie, douceur ou dureté. La finesse de son regard nous permet, par l'œil, de palper à notre tour la texture de l'incontrôlable, du vivace, du non-dit… Ses abstractions sont celles d'un écrivain fantastique. Claude Raimbourg, grand manieur de techniques, sait assourdir les mugissements gris et bruns de l'aube et conférer aux signes la nervosité et l'énergie que lui-même possède et qu'il dérobe pudiquement sous une gentillesse et un sourire extrême. » - Pierre Vella[33]
- « C'est dans l'art que Claude Raimbourg a grandi : musique, peinture, théâtre… Dans un terreau familial où quelques grands des lettres et du spectacle ont laissé leur empreinte. C'est donc très naturellement que le peintre, graveur, écrivain, ami de Henri Goetz, se consacre à fixer à la taille-douce œuvres et portraits de quelques "phares" de la création de ce siècle : Proust, Valéry, Apollinaire, Toulouse Lautrec, Villon, Beckett, Delacroix… et plus immédiatement Bruno Durocher. Recréant la vibration de l'émotion, sa plaque gravée de cuivre, plexiglas ou bois, encrée et venant à la vie grâce au savoir-faire de sa compagne Anne-Marie Leclaire, devient projection de cet impalpable de l'être par le jeu de ses lignes fines et légères ou pleines et épaisses selon l'état intérieur choisi pour l'émergence… Émergence des dedans par les seules couleurs du blanc, gris et noir, Claude Raimbourg laisse une trace forte d'âmes quêtées et trouvées, offertes au regard avec des accents créateurs et poétiques. » - Nicole Gdalia[34]
- « L'eau-forte ou la pointe sèche, l'aquatinte ou les rehauts de carborundum se montrent ou se cachent pour affronter la pureté du graphisme ou pour enrichir les résonances de la sensibilité. Raimbourg ne travaille pas sur le motif et ne multiplie pas les études préparatoires. Tout est pensé avant l'incision rapide, sur le cuivre ou sur le zinc. La diversité des sujets et des expressions nous confronte à la fête des frères Fratellini, à la gravité du visage de Beckett. Nous voyageons en Grèce et en France. Un sens évolutif de l'humanité se dégage des trois états de La Création du monde et de La Naissance de Vénus. » - Nouvelles de l'estampe[35]
- « Ces dernières années, la peinture de Claude Raimbourg a beaucoup gagné en force. Les couleurs sont toujours belles et ne sont pas placées au hasard. Il y a dans cette œuvre une rigueur de la technique et de la composition, due peut-être à la gravure qui en demande beaucoup et où Claude Raimbourg est passé maître. L'inspiration est souvent mystique ou mythologique. La cathédrale évoque à la fois les voûtes et les rosaces ; La Procession, le Samedi-Saint sont plus apaisés. Le Récit de Théramène a des bleus superbes… Claude Raimbourg est un artiste plein d'imagination qui sait varier ses techniques comme ses sources d'inspiration. J'ai vu de lui des œuvres exécutées avec des bouts de bois auxquels il avait su donner de la vie. L'ensemble exprime la générosité de l'artiste, telle qu'elle se manifeste aussi dans la vie où il ne cesse d'aider et d'encourager des artistes jeunes et des moins jeunes. À une époque où l'enseignement de la peinture et du dessin est tellement négligé, il est heureux qu'il existe encore des maîtres de cette classe. » - Hélène de Beauvoir[24]

## Prix et distinctions
- Prix de l'Académie poétique de Provence, 1970[3].
- Membre du Comité national de l'estampe.
- Nomination à l'Accademia del Verbano.

## Conservation

### Collections publiques

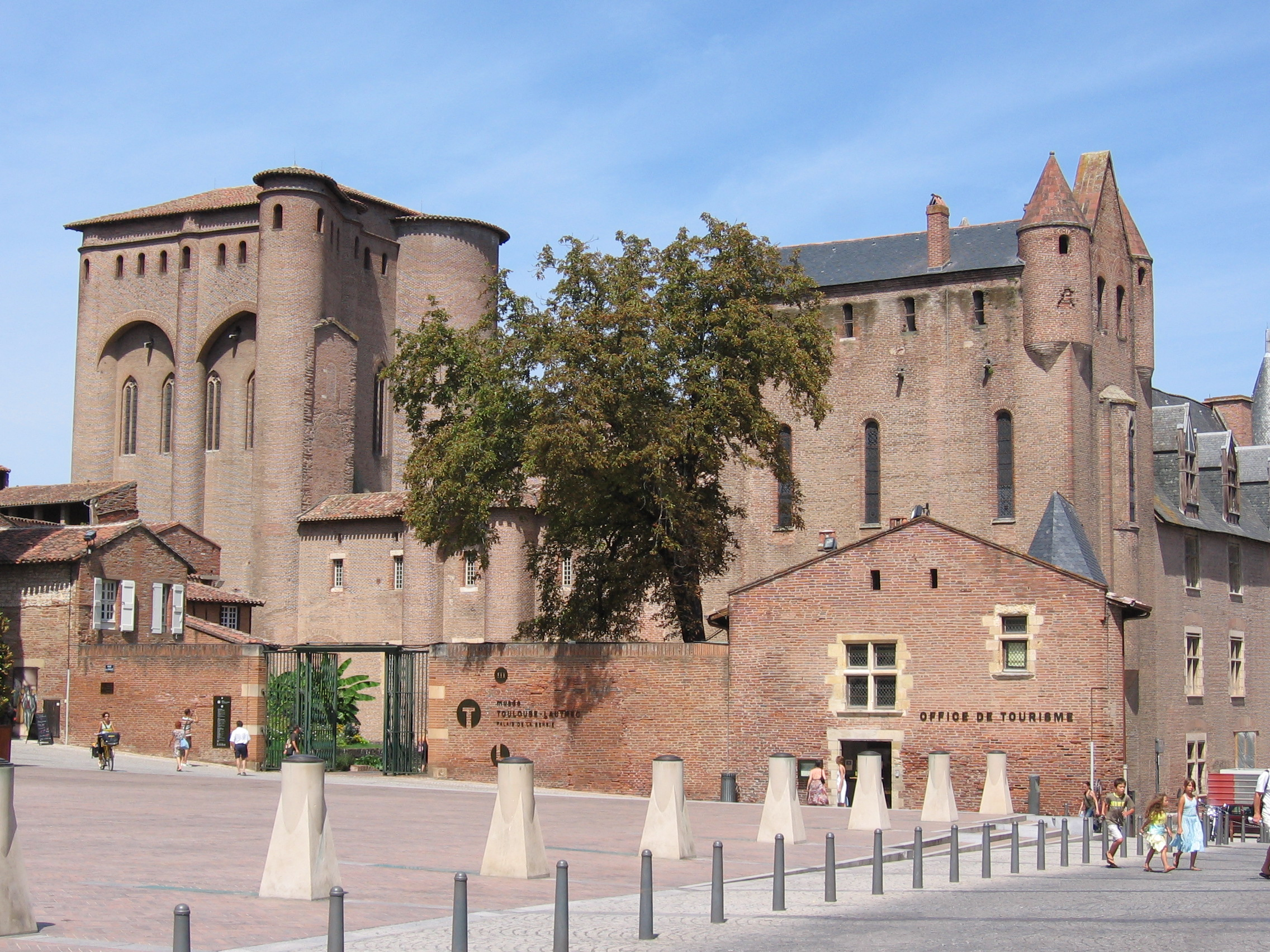
Musée Toulouse-Lautrec, Albi

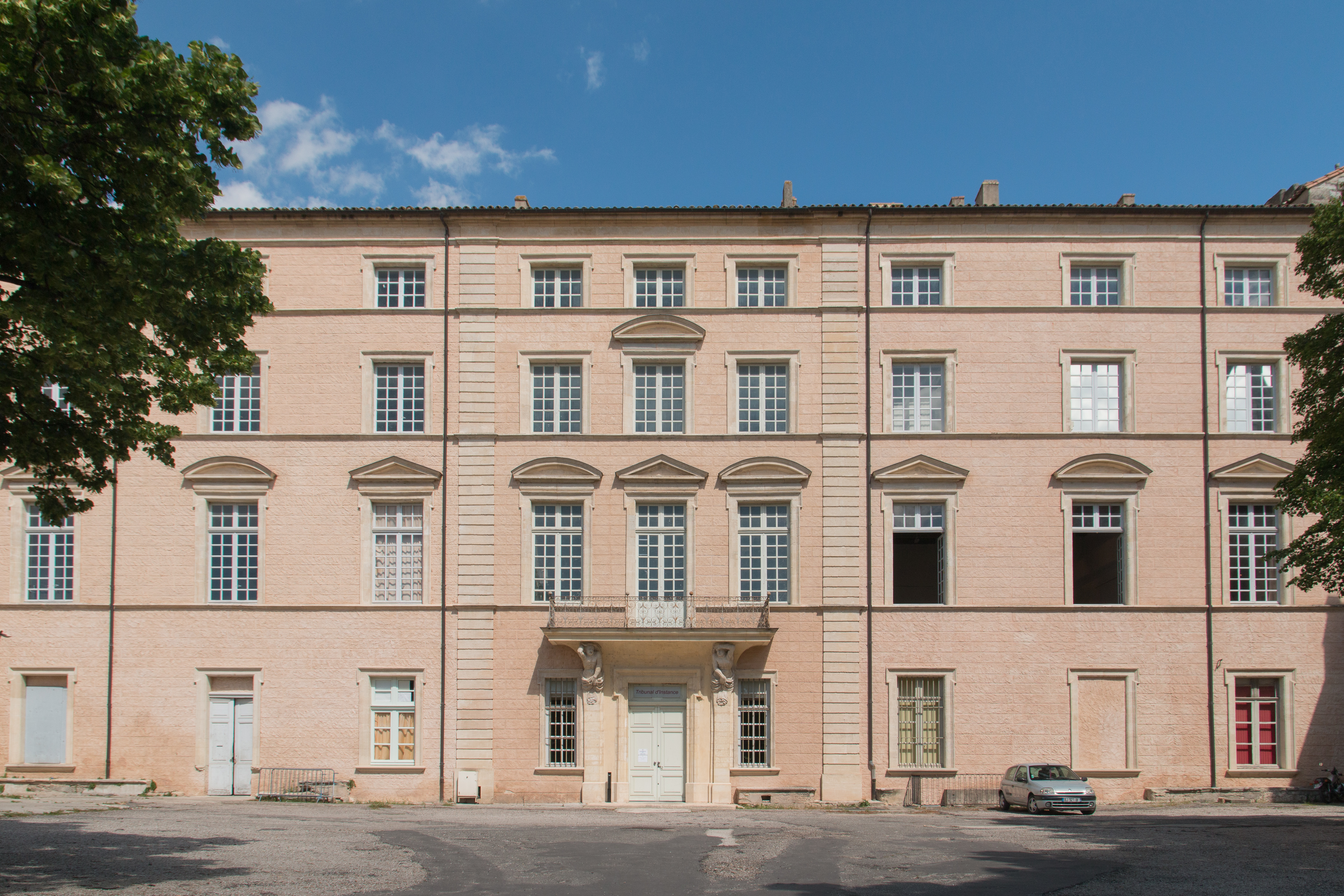
Musée Georges-Borias, Uzès

- Musée Boucher-de-Perthes, Abbeville, environ cent estampes (legs Claude Raimbourg)[36].
- Musée Toulouse-Lautrec, Albi, Silhouette d'Henri de Toulouse-Lautrec, gravure sur bois.
- Archives départementales de la Somme, œuvres constituant le fonds d'atelier, dont 548 plaques de zinc et cuivre gravées et environ 700 dessins et aquarelles (legs Claude Raimbourg)[36].
- Musée Picasso, Antibes, L'Espagnol, eau-forte[37].
- Médiathèque de Cayeux-sur-Mer, Clowns, une fresque murale et une huile sur toile.
- Fondation Arp, Clamart, Portrait de Jean Arp, gravure.
- Artothèque de l'espace Jacques-Prévert, Mers-les-Bains, vingt-trois gravures de Claude Raimbourg, seize gravures d'Anne-Marie Leclaire[29].
- Mairie de Milly-la-Forêt, La Chapelle des simples, gravure.
- Département des estampes et de la photographie de la Bibliothèque nationale de France, Paris, quinze gravures[20].
- Maison de Balzac, Paris, Portrait d'Honoré de Balzac, gravure[38].
- Musée Georges-Borias, Uzès, Portrait d'André Gide, gravure.
- Musée de la citadelle, Villefranche-sur-Mer.

### Collections privées
- Association Les Amis de Ramuz, Université François-Rabelais, Tours, Portrait de Charles Ferdinand Ramuz, gravure.
- Association Couleur Cirque, legs par Claude Raimbourg de la part circassienne de son œuvre, s'étendant sur soixante années de peintures et d'estampes.